# Bulbophyllum pardalinum
Bulbophyllum pardalinum là một loài phong lan thuộc chi Bulbophyllum.